# Rolf Thomas (Priester)
Rolf Thomas (* 29. November 1934 in Burtscheid; † 4. März 2016 in München) war ein deutscher römisch-katholischer Priester und Seelsorger. Er zählte zu den fünf ersten deutschen Mitgliedern des Opus Dei und hat über Jahrzehnte in Rom eng mit dem Gründer des Opus Dei, Josemaría Escrivá de Balaguer, und mit dessen Nachfolgern zusammengearbeitet.

## Leben
Rolf Thomas wurde 1934 in Aachen-Burtscheid geboren. Sein Vater war Kaufmännischer Leiter bei den Vereinigten Glaswerken (St. Gobain) im Werk Herzogenrath. Die schulische Ausbildung in Aachen (1940–43), Eupen (1943–49) und Herzogenrath (1949–54) schloss er 1954 mit dem Abitur ab. Im nach dem Krieg neu gegründeten Knabenchor des Collège Patronné in Eupen sang er 1946 in der 1. Stimme. Im Jahr 1948 trat er beim ersten selbständigen Konzert des Chors als Klavier-Solist auf. Seine Klavierausbildung absolvierte er in Eupen (bei Willy Mommer 1944–47), Verviers (1947–48) sowie in Aachen (bei Heinrich Nelting 1949–54) und bestritt von 1952 bis 1956 mehrere öffentliche Klavierabende.
Im Oktober 1954 begann er das Studium der klassischen Philologie (Griechisch und Latein; auf Lehramt) und katholischen Theologie an der Universität Bonn. Zum WS 1956/57 wechselte er für ein Studienjahr an die Universität München, um namhafte Professoren seiner drei Fächer zu hören, darunter Romano Guardini. Zum WS 1957/58 kehrte er an die Universität Bonn zurück, wo er das Studium mit dem Staatsexamen abschloss.
In Bonn wurde er 1954/55 in die K.D.St.V. Novesia Bonn im CV aufgenommen und war in der Akademischen Vinzenzkonferenz (AVK) aktiv, deren Leiter er im Studienjahr 1957/58 war.
Im Bonner Studentenheim Althaus kam er im November 1957 mit Mitgliedern des Opus Dei in Kontakt, dem er sich am 8. Juni 1958 als einer der ersten Deutschen anschloss. Dort begegnete er im Jahr 1959 auch erstmals persönlich Josemaría Escrivá.
1963 zog er nach Rom, um sein Theologiestudium fortzusetzen, und wurde 1966 in Segovia zum Priester geweiht. Am 26. Juni 1967 wurde er in Rom an der Theologischen Fakultät der Päpstlichen Lateranuniversität mit einer Arbeit über Origenes (Nisi cognoveris te …: observationes in Origenis de cognitione sui doctrinam) in Theologie promoviert.
Kurz nach seiner Priesterweihe war er von Escrivá in den Generalrat des Opus Dei berufen worden, wo er von 1966 bis 1992 als Studienpräfekt für die philosophisch-theologischen Studien der Gläubigen des Opus Dei verantwortlich war. Er war an der Gründung zahlreicher Bildungseinrichtungen des Opus Dei in aller Welt beteiligt, darunter der Päpstlichen Universität Santa Croce in Rom, an der er als Professor, dann Gastprofessor bis 2001 Lehrveranstaltungen über Person und Theologie des Origines und des Hl. Irenäus von Lyon hielt.
Im Heiligsprechungsverfahren für Josemaría Escrivá war er ein wichtiger Zeuge. Er wurde 1992 von Papst Johannes Paul II. zum Prälaten ernannt.
Im Jahr 2001 kehrte Thomas nach Deutschland zurück und war in München, Augsburg (ab 2004), Stuttgart und Memmingen als Beichtvater und geistlicher Begleiter tätig. Noch am Tag vor seinem Tod hat er in der Heilig-Geist-Kirche in München Beichte gehört.
2010 veröffentlichte er eine Kurzbiographie über Escrivá, in der er auch auf dessen Besuche in Deutschland und die Begegnungen mit Kardinal Joseph Frings eingeht.